# Бахар Болкиах
Бахар ибн Джеффри Болкиах (малайск. Bahar ibni Jefri Bolkiah; род. 20 августа 1981, Бандар-Бруней) — брунейский принц и спортсмен, племянник султана Хассанала Болкиаха.

## Биография
Бахар родился 20 августа 1981 года в семье принца Джеффри Болкиаха и его супруги Пенгиран Анак Истери Норхаяти бинти Аль-Мархум Пенгиран.
В 2017 и 2019 годах в составе сборной Брунея по поло, в которую входили принц Абдул Матин и принцесса Азема Ни’матул, играл на Играх Юго-Восточной Азии, на которых оба раза Бруней завоевал бронзовые медали.
8 января 2023 года женился на своей двоюродной сестре — принцессе Аземе Ни’матул Болкиах, дочери султана Хассанала Болкиаха. На церемонии присутствовали члены правящей семьи Брунея, а также члены правящих домов султанов Паханга и Джохора.